# Alessandro Gazzi
Alessandro Gazzi (* 28. Januar 1983 in Turin) ist ein ehemaliger italienischer Fußballspieler.

## Karriere
Er debütierte am 3. Juni 2001 in der Partie gegen CFC Genua für Treviso, für die er zwei Partien bestritt. Danach kehrte er nach Rom zurück. Er absolvierte in zwei Jahren bei Lazio, in denen er im Profikader stand, aber keine einzige Partie und wechselte im Sommer 2003 in die Serie C1 zum AS Viterbese Castrense. Der Mittelfeldakteur konnte sich bei Viterbese in die Stammelf spielen, transferierte jedoch ein Jahr später aufgrund der Insolvenz des Vereins zum Serie-B-Verein AS Bari.
Auch bei Bari konnte er sich schnell als Stammspieler etablieren und bestritt in den folgenden zwei Spielzeiten 69 von 82 möglichen Partien für die Apulier, in denen er vier Treffer erzielen konnte. Es folgten zwei schwierige Saisons für Bari, in denen der Verein nur knapp den Klassenerhalt erreichte. Im Januar 2007 verlieh ihn den Verein bis zum Saisonende an Reggina Calcio. Trotz elf Minuspunkten schaffte er mit den Sizilianern den Ligaerhalt in der Serie A und kehrte danach zu Bari zurück. Gazzi absolvierte wieder fast alle Ligaspiele, belegte jedoch mit Bari nur einen mäßigen 11. Rang in der Serie B. Nachdem in der Saison 2008/09 der Mittelfeldspieler mit den Galletti den Aufstieg in die höchste italienische Spielklasse sicherstellte, gehört er auch weiterhin zu den Stammkräften des Vereins.